# Kabinett McKinley
William McKinley ist einer von zwei Präsidenten in der Geschichte der Vereinigten Staaten, die sich bei ihren zwei Wahlerfolgen jeweils gegen denselben Gegner durchsetzten; in seinem Fall gewann er 1896 und 1900 als Republikaner jeweils gegen den Demokraten William Jennings Bryan. Neben McKinley traf dies noch auf Dwight D. Eisenhower zu, der zweimal Adlai Stevenson jr. bezwang.
Das einzige Mitglied seines Kabinetts, das bereits über Regierungserfahrung auf Bundesebene verfügte, war John Sherman. Er hatte unter Präsident Hayes zwischen 1877 und 1881 das Amt des Finanzministers bekleidet. McKinley berief ihn nun zum Außenminister, ersetzte ihn aber schon nach einem Jahr durch William R. Day, der wiederum nach nicht einmal fünf Monaten von John Hay abgelöst wurde.
Im März 1901 legte McKinley zum zweiten Mal den Amtseid ab; am 5. September desselben Jahres wurde er bei einem Attentat von Leon Czolgosz lebensgefährlich verletzt. Neun Tage später verstarb der Präsident, dessen Nachfolge der erst seit März amtierende Vizepräsident Theodore Roosevelt antrat. Das Amt des Vizepräsidenten war zuvor seit dem Tod von Garret Hobart im Jahr 1899 vakant gewesen.

## Mehrheit im Kongress
| Präsident                         | Präsident            | Kongress | Haus  | Haus    | Senat | Senat | Gesamt | Gesamt             |
| --------------------------------- | -------------------- | -------- | ----- | ------- | ----- | ----- | ------ | ------------------ |
|                                   | William McKinley (R) | 55.      |       | 207/357 |       | 45/90 |        | Unified government |
| 56.                               | William McKinley (R) | 187/357  | 53/89 |         |       |       |        | Unified government |
| 57.                               | William McKinley (R) | 200/357  | 56/90 |         |       |       |        | Unified government |
| Quelle: Repräsentantenhaus, Senat |                      |          |       |         |       |       |        |                    |

## Das Kabinett
| Ressort / Amt                                   | Amtsinhaber             | Partei | Partei           | Zeitraum  | Bild |
| ----------------------------------------------- | ----------------------- | ------ | ---------------- | --------- | ---- |
| Präsident der Vereinigten Staaten               | William McKinley        |        | Republikaner (R) | 1897–1901 |      |
| Vizepräsident der Vereinigten Staaten           | Garret Augustus Hobart  |        | R                | 1897–1899 |      |
| Vizepräsident der Vereinigten Staaten           | vakant                  |        |                  | 1899–1901 |      |
| Vizepräsident der Vereinigten Staaten           | Theodore Roosevelt      |        | R                | 1901      |      |
| Ministerämter                                   |                         |        |                  |           |      |
| Außenminister der Vereinigten Staaten           | John Sherman            |        | R                | 1897–1898 |      |
| Außenminister der Vereinigten Staaten           | William Rufus Day       |        | R                | 1898      |      |
| Außenminister der Vereinigten Staaten           | John Milton Hay         |        | R                | 1898–1901 |      |
| Finanzminister der Vereinigten Staaten          | Lyman Judson Gage       |        | R                | 1897–1901 |      |
| Kriegsminister der Vereinigten Staaten          | Russell Alexander Alger |        | R                | 1897–1899 |      |
| Kriegsminister der Vereinigten Staaten          | Elihu Root              |        | R                | 1899–1901 |      |
| Marineminister der Vereinigten Staaten          | John Davis Long         |        | R                | 1897–1901 |      |
| Justizminister der Vereinigten Staaten          | Joseph McKenna          |        | R                | 1897–1898 |      |
| Justizminister der Vereinigten Staaten          | John William Griggs     |        | R                | 1898–1901 |      |
| Justizminister der Vereinigten Staaten          | Philander Chase Knox    |        | R                | 1901      |      |
| Postminister der Vereinigten Staaten            | James Albert Gary       |        | R                | 1897–1898 |      |
| Postminister der Vereinigten Staaten            | Charles Emory Smith     |        | R                | 1898–1901 |      |
| Innenminister der Vereinigten Staaten           | Cornelius Newton Bliss  |        | R                | 1897–1898 |      |
| Innenminister der Vereinigten Staaten           | Ethan Allen Hitchcock   |        | R                | 1898–1901 |      |
| Landwirtschaftsminister der Vereinigten Staaten | James Wilson            |        | R                | 1897–1901 |      |